# Бахина, Марфа Леонтьевна
Марфа Леонтьевна Бахина (род. 1939) — советская рабочая, депутат Верховного Совета СССР.

## Биография
Родилась в 1939 году. Русская. Образование среднее. Беспартийная.
Трудовую деятельность начала в 1959 году рабочей. С 1961 года — оператор завода железобетонных изделий объединения «Водстройиндустрия», город Нукус Каракалпакская АССР.
Депутат Совета Национальностей Верховного Совета СССР 9 созыва (1974—1979) от Нукусского избирательного округа № 563 Каракалпакской АССР, член Мандатной комиссии Совета Национальностей.